# آلتون (ایلینوی)
آلتون، ایلینوی (به انگلیسی: Alton, Illinois) یک شهر در ایالات متحده آمریکا با جمعیت ۲۷٬۸۶۵ نفر است که در شهرستان مدیسن واقع شده‌است.

## موقعیت جغرافیایی
موقعیت جغرافیایی شهرها و مناطق اطراف به شرح زیر است: